# Liminoid/Lifeforms
Liminoid | Lifeforms van Aidan Baker bevat zowel live- als muziek opgenomen in een studio. Het album valt in twee delen uiteen.
Liminoid, een stuk in vier delen, is opgenomen op 25 oktober 2008 tijdens het The Music Gallery X-Avant Festival in Toronto, thuishaven van Baker. Baker schakelde een aantal musici in om de suite uit te voeren. De muziek is van de lichtere ambientsoort. Echter in de diverse delen is bijvoorbeeld zang en slagwerk zo opgenomen, alsof het in een badkamer gespeeld is. Door dit geluidseffect krijgt de muziek een klagende Joy Division-klank. De teksten die gezongen worden zijn afkomstig van de Kopten uit de 5e tot 8e eeuw. Door de drums en zang ontstaat een gevoel van beweging. Richard Baker en Aidan Baker kennen elkaar uit Arc.
Lifeforms is een veel langer stuk en is pure ambient; het is een lange drone, waartegenover de strijkers soms pizzicato en soms legato spelen. Naar het eind toe klinkt het alsof een orkest gestemd wordt. Lifeforms is opgenomen in de Common-Wealth Studio, eveneens in Toronto. Lifeforms lijkt door de drone stil te staan, de tegenhanger van Liminoid. Alan Bloor heeft als artiestennaam Knurl en speelt noise.Lifeforms is origineel geschreven voor het Penderecki strijkkwartet.

## Musici
- Aidan Baker – gitaar en elektronica (Liminoid en Lifeforms)
- Richard Baker – drums, stem (Liminoid)
- Jonathan Demers – gitaar, stem (Liminoid )
- Laura Bates – viool, stem (Liminoid)
- Clara Engel – gitaar, stem (Liminoid)
- Tilman Lewis- cello (Liminoid)
- Nick Storing – cello (Liminoid en Lifeforms)
- Alan Bloor – metaalgeluiden (Lifeforms)
- Mika Posen – viool (Lifeforms)

## Muziek
| Nr. | Titel        | Duur  |
| --- | ------------ | ----- |
| 1.  | Liminoid I   | 8:17  |
| 2.  | Liminoid II  | 6:35  |
| 3.  | Liminoid III | 7:43  |
| 4.  | Liminoid IV  | 15:12 |
| 5.  | Lifeforms    | 29:21 |